# Josep Picó
Josep Picó Lladó (Sabadell, 12 aprile 1964) è un ex pallanuotista spagnolo, vincitore di una medaglia d'argento ai giochi olimpici di Barcellona 1992.